# Histoire des indiennes de coton en Europe

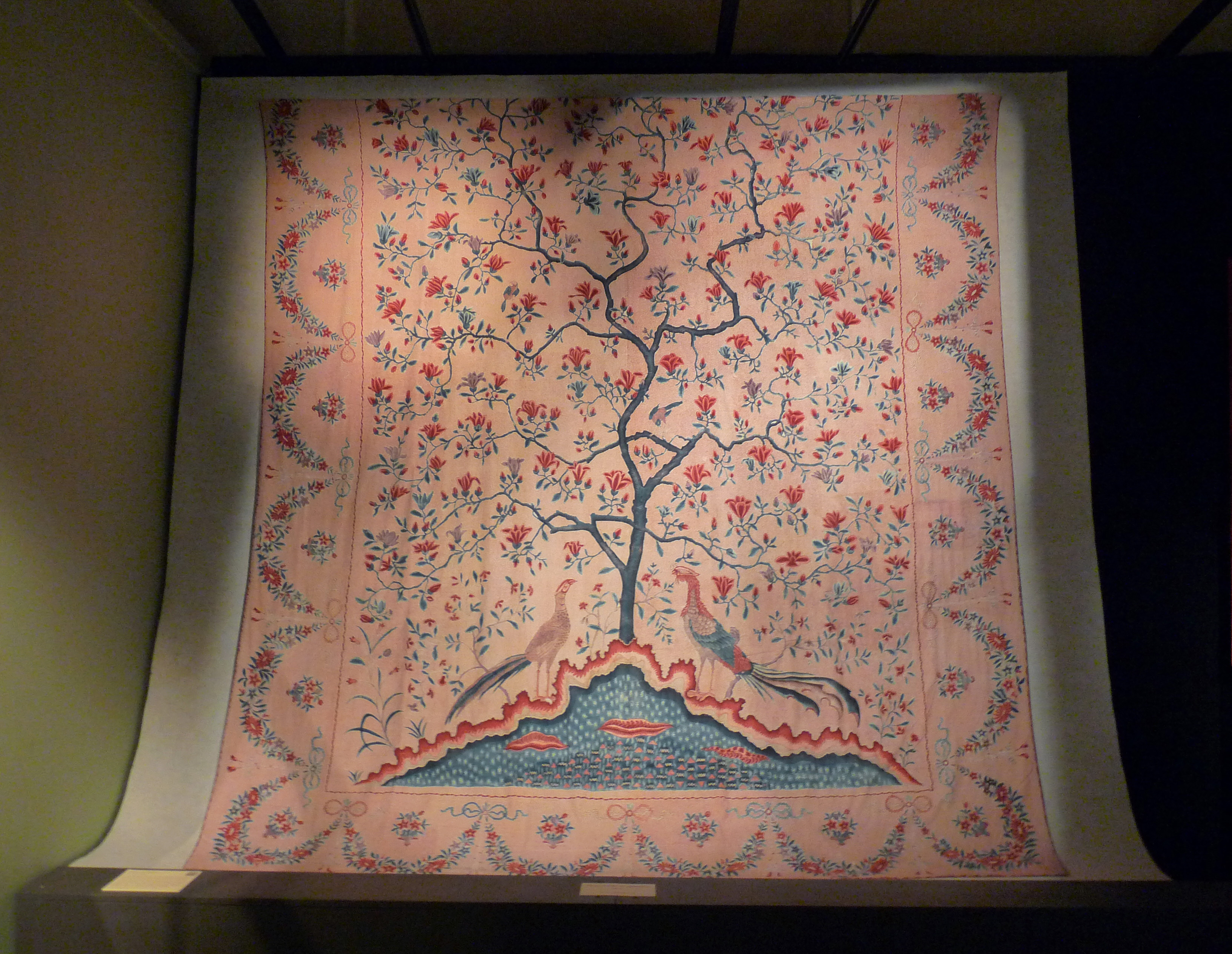
Palempore aux magnolias.

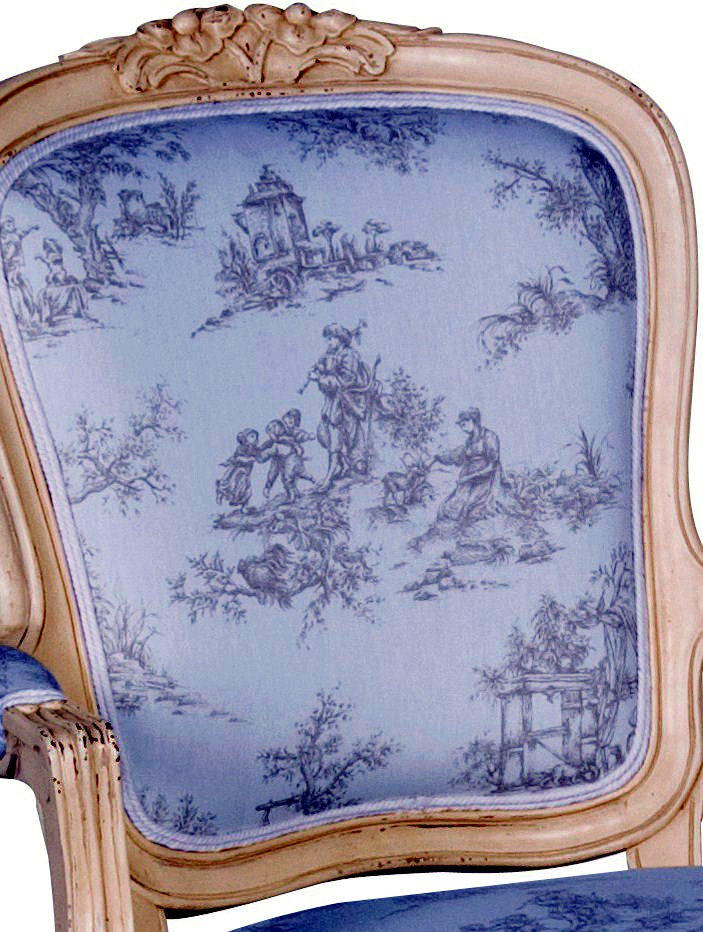
Toile de Jouy tendue sur un fauteuil.

L'histoire des indiennes de coton en Europe reflète l'ouverture aux produits nouveaux, importés d'Orient au XVIe siècle notamment via Marseille, puis copiés dans la Suisse et l'Alsace protestantes au siècle suivant, d'abord à la main et ensuite grâce aux premiers procédés d'impression sur textile.
Cette mécanisation et le goût du public pour des étoffes légères, gaies et colorées sont les présages de la révolution industrielle qui démarre vers la fin du XVIIIe siècle dans la région de Manchester avec les premiers entrepreneurs du coton britannique.
Cet événement majeur est précédé par une pré-révolution industrielle, en Suisse, puis en Alsace et en France, où les indiennes de coton permettent de créer des réseaux, de tester des technologies et d'accumuler des capitaux.
Naissent ainsi de grandes entreprises comme la Fabrique-Neuve de Cortaillod, DMC et la Manufacture Oberkampf dès le XVIIIe siècle.

## La mode des "Indiennes" en Europe

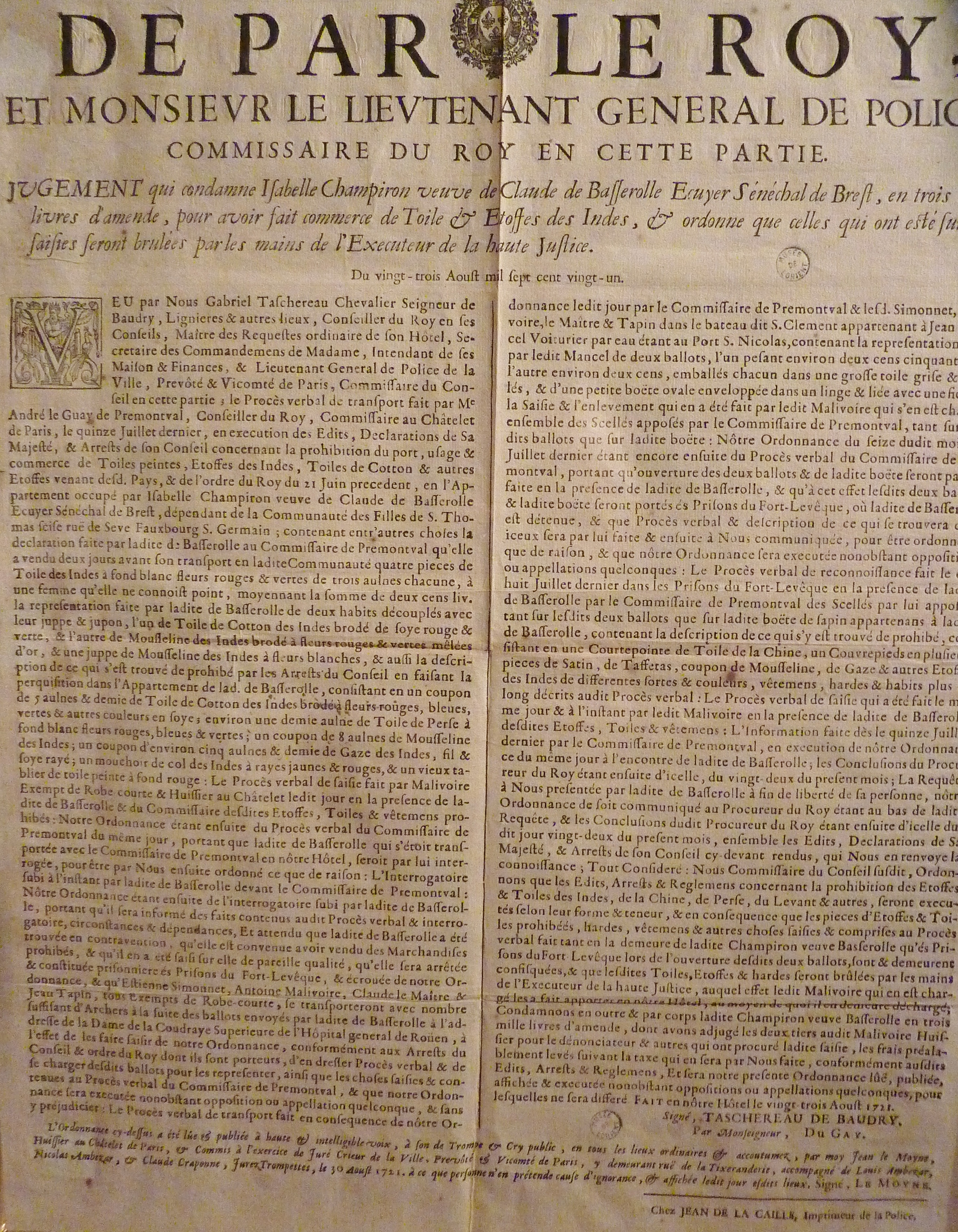
Jugement en date du 23 août 1721 condamnant à l'incarcération Isabelle Champiron pour le commerce des toiles des Indes ("Indiennes").

À partir de 1660 l'Europe s'enthousiasma pour les textiles indiens. Leur usage dans l'ameublement et l'habillement s'imposa dans les milieux aisés et les "Indiennes" constituèrent jusqu'aux trois-quarts des marchandises en provenance de l'Inde. La raison de leur succès tient avant tout à la matière première dont ils étaient faits : le coton, jusque-là quasi inconnu en Europe, dont la finesse, la légèreté, le lavage aisé et le caractère hygiénique assurèrent le triomphe.
La deuxième raison du succès des "Indiennes" résidait dans l'emploi des techniques de peinture et surtout d'impression sur étoffe, dont l'Europe ignorait jusque-là le principe de fixation. Elles étaient peintes avec deux couleurs dominantes, le rouge, tiré de la racine de garance et le bleu, extrait de l'indigotier.
La folie pour les "Indiennes" fut telle en France qu'une prohibition en interdit le port, la vente et la fabrication entre 1686 et 1759. Le port de ces vêtements pouvait être puni de la peine des galères et leur vente pouvait conduire à la pendaison ; mais une contrebande active, alimentée en partie par les marins de la Compagnie des Indes approvisionna un marché clandestin et les "Indiennes" furent portées par toutes les élégantes, de la favorite du roi à la demoiselle de province.
La Compagnie des Indes fut autorisée à poursuivre son commerce des cotons blancs dans le royaume. Elle put continuer celui des cotons colorés et imprimés à la seule condition de les réexporter hors de France. C'est le marché africain qui lui fournit son débouché.

## Origine et ouverture à l'Orient: le rôle des Arméniens de Marseille
La communauté arménienne de Marseille, par ses liens avec l'Orient, est la première à importer des indiennes et à initier des artisans locaux à leur reproduction, avec des peintures colorées.

Leur présence amène Jean-Baptiste Colbert à créer en 1669 le port franc de Marseille où des Arméniens dits les chofelins, ruinés par la chute de Candie, après l'échec de l'expédition de Candie, s’installent à sa demande, pour apprendre aux « maîtres cartiers » marseillais à peindre les cotonnades de façon différente : ils maîtrisent la technique des « indiennes de Masulipatnam », appelée aussi Machilipatnam.

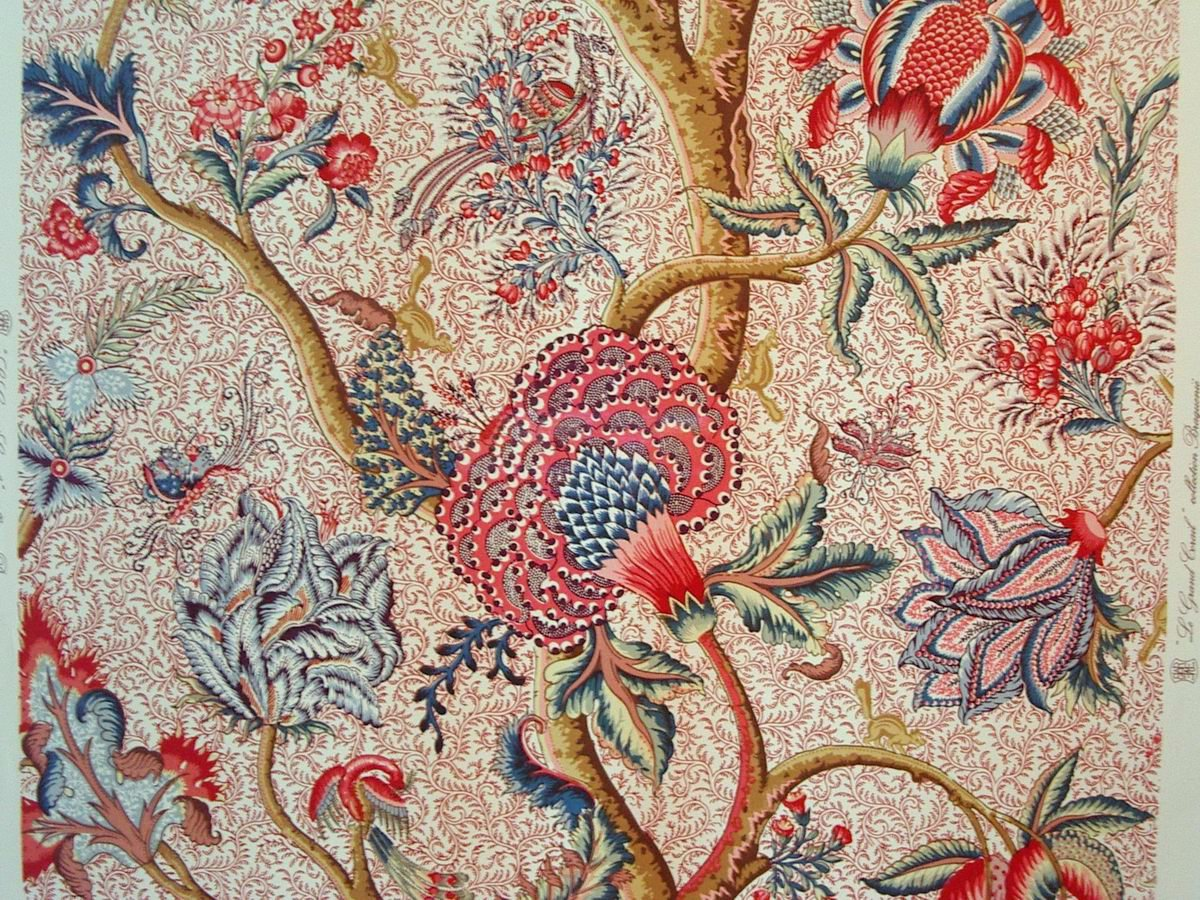
Indienne, musée du textile de Wesserling, Alsace.

Dès 1664, Colbert crée la Compagnie des Indes orientales. De Pondichéry et Calcutta, huit à dix vaisseaux chargés de tissus arrivent annuellement à Lorient. Une lettre de Colbert du 16 octobre 1671, adressée au Parlement de Provence, lui demande de donner protection aux marchands arméniens.
La grande époque du colbertisme s'achève ensuite et, dès 1672, Colbert entre en demi-disgrâce. Le commerce des indiennes se développe alors plutôt côté néerlandais et anglais.

## Le développement de l'impression en Suisse puis en Alsace

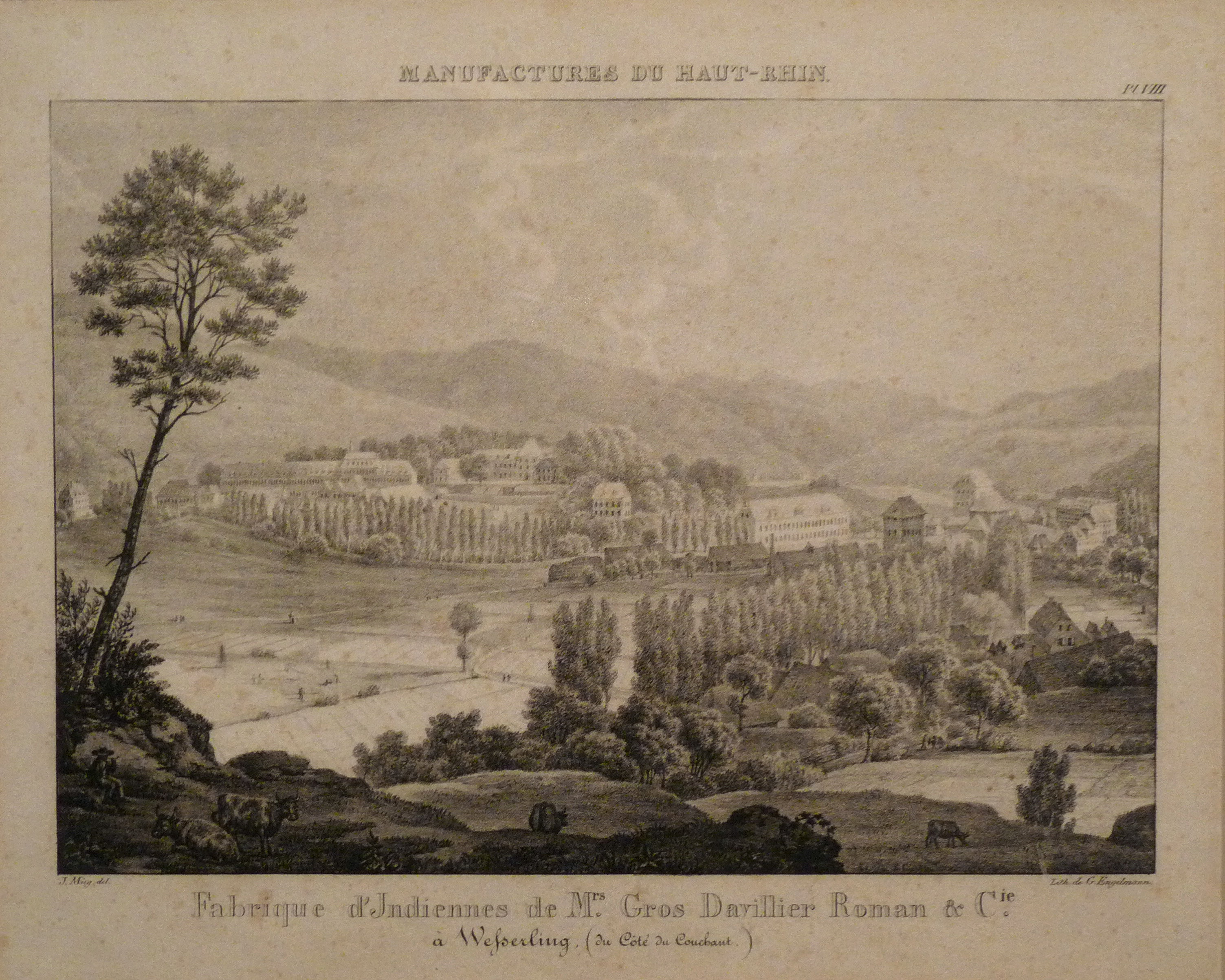
Fabrique d'indiennes de Mrs. Gros Davillier Roman & Cie à Wesserling (du côté du couchant) : lithographie de Godefroy Engelmann, de la série Manufactures du Haut-Rhin, réalisée entre 1822 et 1825.

L'édit du 26 octobre 1686 prohibe l'entrée en France des toiles de coton, tout comme leur fabrication. Il vise à protéger les tisseurs de soie, laine, lin et chanvre. Mais de nombreux négociants et artisans huguenots, persécutés pour leur religion protestante dès le début des années 1680, s'exilent en Suisse, principalement à Genève puis Neuchâtel.
Les réfugiés huguenots Daniel Vasserot et Antoine Fazy, venus du Queyras, dans les Alpes françaises, créent ainsi à Genève les trois premières usines d'indiennes, entre 1690 et 1710. Il les écoulent en contrebande en France et en Angleterre où elles sont prohibées.
Les techniques d'impression sur bois gravé essaiment ensuite vers Neuchâtel, avec d'autres émigrés huguenots, et Glaris puis dans toute la Suisse. Le succès des indienneries suisses créé une dynamique économique suisse avec la création de banques comme celle de Jacques-Louis de Pourtalès en 1743 et la multiplication d'ateliers dans l'horlogerie artisanale ou pré-industrielle. Ainsi, vers 1785, environ 20 000 personnes travaillaient dans l'horlogerie à Genève, produisent 85000 montres par an, et 50000 montres étaient produites dans le Jura neuchâtelois avec les horlogers Jean Romilly, Henri-Louis Jaquet-Droz, Abraham Louis Perrelet, Jean-François Bautte. Des artisans réputés comme Daniel Jeanrichard (1672-1741) et Antoine Tavan s'y installent.
La fabrication d'indiennes gagne Mulhouse, alors ville alliée aux cantons suisses. C'est en 1746 que Samuel Koechlin (1719-1776) (grand père de Nicolas Koechlin) fonde la première manufacture d’indiennes de Mulhouse avec Jean-Henri Dollfus et Jean-Jacques Schmaltzer. Samuel Ryhiner, créateur d'une indiennerie dès 1716 à Bâle, a épousé une fille de Mulhouse, qui devient la première capitale européenne du coton, avant Manchester. La ville compte quinze manufactures d'indiennes dès 1768 et contrôle deux-tiers de la production de l'ensemble France-Alsace dès 1786. À Bienne, la fabrique d'indiennes fut la première entreprise industrielle implantée sur son sol en 1747. Les entrepreneurs Benedikt Rother et Alexander Jakob Wildermeth implanteront leur manufacture au Pasquart au bord de la Suze.
Alors que Bâle devient le centre d'expertise des indiennes bleues grâce à l'indigo importé des Antilles, la ville alsacienne d'Haguenau devient la capitale de la garance, qui sert à teindre les indiennes en rouge. La croissance de la population d’Alsace peut être en partie expliquée par ce développement technique: le nombre d'habitants progresse de 170% en 82 ans, passant de 257 000 habitants en 1697 à 670 000 en 1789.

## Une production complexe, clandestine, installée en France par des Suisses

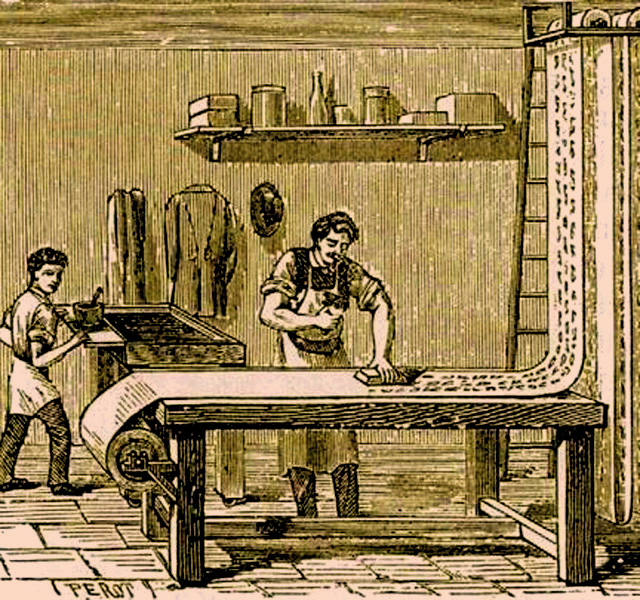
Indienneur imprimant un tissu à la main.

Toute l'Alsace ne fait pas encore partie de la France et les Suisses décident d'aller plus à l'ouest, sur le royaume de France, pour y trouver de nouveaux marchés.
Il faut attendre 1759 pour que des arrêts du Conseil d'État légalisent les indiennes. Ce sont des protestants suisses qui organisent les quatre principales implantations en France, illégalement en 1746 à Marseille, 1754 à Nantes et 1756, près de Bolbec et Rouen en Normandie. Puis légalement, en région parisienne, où en 1760 la toile de Jouy est implantée par des élèves du Bâlois Samuel Ryhiner, et également en 1774, lorsque les Japuis fondent leur manufacture de toiles peintes à Claye-Souilly.
La fabrication d'indiennes est en effet un procédé industriel complexe pour l'époque, qui nécessite une réflexion et une gestion serrée du processus, avec de multiples étapes, dont le lavage à plusieurs reprises des toiles.
La Normandie devient un grand centre de production et la France bientôt un pays de la culture de coton brut, qui s'implante à côté de celle du sucre dans la colonie de Saint-Domingue à partir de 1740, pour approvisionner les fabriques. Moins rentable que le sucre, le coton trouve cependant vite un marché en forte croissance, en particulier lorsque les britanniques vont mécaniser leur industrie textile par une série d'inventions, ce qui dope la demande de coton brut.

## Une influence sur la révolution industrielle britannique
Si les historiens s'accordent à dire que la révolution industrielle fut l'œuvre des premiers entrepreneurs du coton britannique, les fabriques suisses, alsaciennes et françaises ont créé en quelques décennies une habitude de consommation chez une partie de la population en Europe.
Cette demande donne un coup d'accélérateur à la culture du coton, qui gagne les plantations du Nouveau-Monde en 1740. Le terrain est prêt pour cette révolution industrielle, dont l'Europe continentale profite finalement moins que les britanniques, qui s'imposent sur le marché mondial dès les années 1780 grâce à des innovations techniques.

## La phase de mécanisation industrielle

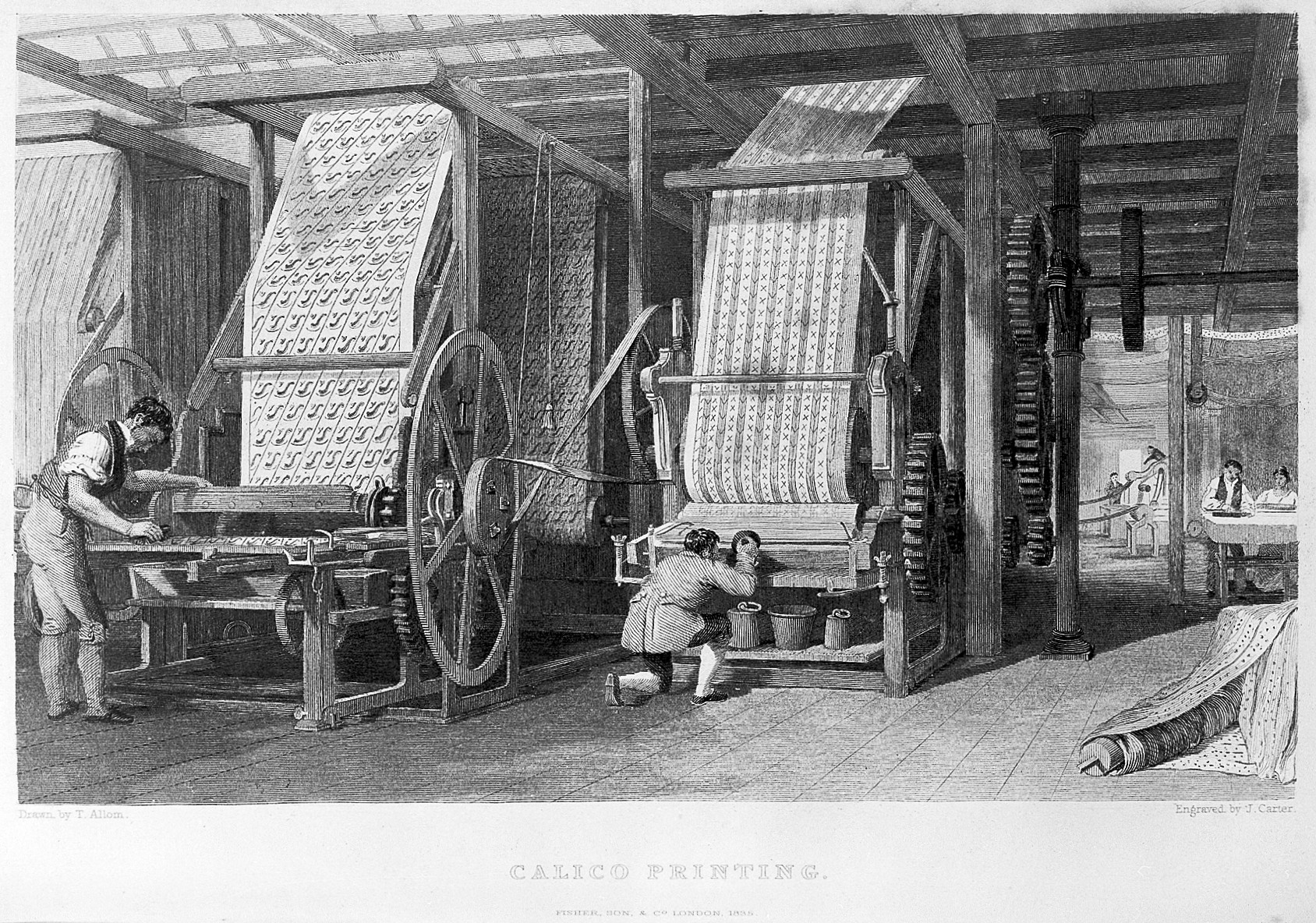
Impression sur du calicot, 1835.

Les traits spécifiques à l'indiennage s'estompent très progressivement au XIXe siècle lorsque se généralisent peu à peu les grandes usines mécanisées, équipées de machines coûteuses, dans plusieurs pays d'Europe. L'historien Serge Chassagne a mis en lumière une mutation sociale, le profil des patrons changeant alors progressivement, pour laisser place à des héritiers. L'historien délimite à « 1760 à 1785 », ce qu'il appelle le « temps des indiennes », sous forme de proto-fabriques. Il distingue une deuxième époque, de 1785 à 1815, marquée par les guerres napoléoniennes et les révolutions (américaine, française, haïtienne), au cours de laquelle les producteurs s'équipent progressivement en machines anglaises à filer et au cours de laquelle le tissage reste dispersé. Après 1815, le maintien de tarifs douaniers protectionnistes et le retour de la paix donnent aux industriels la visibilité suffisante pour investir dans la mécanisation du tissage comme dans celle du filage.

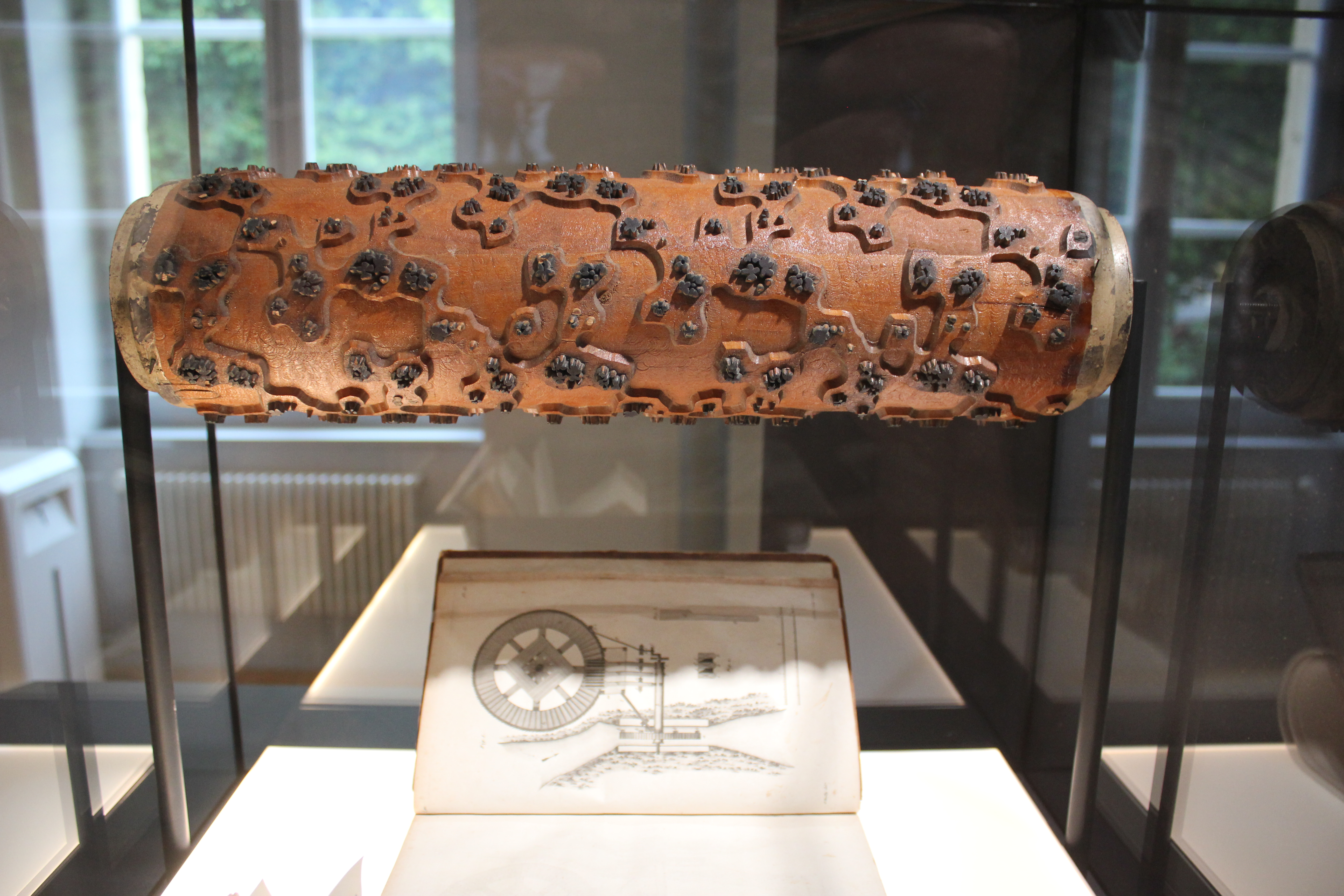
Rouleau d'impression pour l'imprimerie industrielle d'indienne, 1900-1930.

Considéré comme un « manuel d'archéologie industrielle », le livre décrit l'évolution de la mécanisation « qui débuta par les petites machines à bras », puis passa par les Mule-jenny, cardes, machines à retordre de Jacques de Vaucanson (1709-1782), calandres des indienneurs, machines à bras d'égrenage. Il cite les principaux industriels anglais du coton de la deuxième période comme étant Holker, Milne, McLeod, Flint, Foxlow et White. En France, elle voit apparaître Jean-Pierre Duport (1749-1820) et Louis Alexis Jumel, respectivement fondateurs de la Manufacture de coton d'Annecy et de la Manufacture de coton de Cluses. Cette deuxième période voit l'émergence des hommes « issus du négoce » et la troisième, après 1815, la montée en puissance des héritiers, en raison du capital nécessaire, 34 % des industriels cotonniers établis entre 1815 et 1840 étant eux-mêmes fils d'industriels. Côté administration française, Philibert Trudaine de Montigny (1733-1777) a encouragé la diffusion des machines anglaises alors que Jean-Antoine Chaptal (1756-1832) a eu tendance à sous-estimer la concurrence britannique.

## Chronologie de la pénétration en Europe et de la création de fabriques
- 1558 : l’essor de la soie, concurrente du coton, crée une demande pour les textiles plus fins que le drap et le lin. Le protestant cévenol Olivier de Serres fait du domaine du Pradel une ferme modèle, introduit garance et soie en 1575[12].
- 1580 : les premières indiennes à Marseille, importées par des Arméniens, apparaissent dans un inventaire après décès[13].
- 1593 : Olivier de Serres va travailler chez François Traucat, jardinier à Montpellier qui fait planter plus de 4 millions de mûriers[14]
- 1602 : Henri IV décrète que chaque village doit avoir une magnanerie (ver à soie).
- 1648 : Marseille créé le premier atelier d’indiennes, peut-être avec déjà de la gravure sur bois (archives Bouches-du-Rhône)[13].
- 1660 : les artisans huguenots sont chassés du conseil municipal de Marseille, leur révolte est matée.
- 1664 : Colbert créée la Compagnie des Indes orientales par intérêt pour les indiennes de coton. De Pondichéry et Calcutta, 8 à 10 vaisseaux chargés de tissus arrivent annuellement à Lorient[15] mais échec de la tentative d'implantation d'impressions.
- 1667 : Colbert interdit l’importation de textile britannique.
- 1669 : Colbert créé le port franc de Marseille, les Arméniens s’installent à sa demande, pour apprendre aux Marseillais à peindre les cotonnades et les approvisionner[13].
- 1670 : l’Angleterre puis les Pays-Bas (1678) installent leurs premières (modestes) manufactures d’indiennes[16].
- 1672 : madame de Sévigné ramène à sa fille une indienne après un séjour en Provence.
- 1678 : l’Angleterre interdit l’importation de textiles français.
- 1681 : plusieurs ateliers de soyeux ferment leurs portes à Lyon[17].
- 1683 : des commerçants anglais vont en Inde pour adapter les toiles à la demande de leur clients.
- Janvier 1685 : révocation de l'édit de Nantes. Le temple de Saint-Véran, dans le Queyras, est détruit, l’imprimeur de cotonnades par bois gravé Daniel Vasserot et son neveu Daniel Fazy doivent fuir à Genève.
- 1686 : édit du 26 octobre prohibant l'importation d'indiennes, ainsi que la fabrication et la commercialisation en France de toiles de coton les imitant[18]. En 70 ans, de 1686 à 1756, deux édits et quatre-vingt arrêts du Conseil d'État reflèteront le conflit juridique entourant cet édit.
- 1686 : à Berlin trois impressions « à la main » sont créées par des réfugiés huguenots, Étienne Dutitre, de Sedan, Jacob Lafosse, de Metz, Jean Durand, de Montpellier[17].
- 1688 : le commerçant Jacques Deluze (Jacques de Luze) huguenot originaire de Chalais en Saintonge, s'installe à Neuchâtel puis Genève.
- 1690 : une manufacture d'indienne imprimées est créée à Genève par Daniel Vasserot[19].
- 1691 : les réfugiés italiens Vaudois à Genève organisent la Glorieuse rentrée, vers leurs vallées, avec le feu vert du duc de Savoie et le soutien du premier ministre hollandais Guillaume d'Orange.
- 1701 : Daniel Vasserot fonde une deuxième usine à Genève.
- 1706 : Daniel Vasserot en fonde une troisième avec Antoine Fazy son neveu. Son fils Jean Vasserot[réf. nécessaire], né avant 1690, deviendra banquier à Amsterdam où il meurt en 1724[20].
- 1710 : Antoine Fazy créé la manufacture des Pâquis, qui sera reprise par son second fils, Jean-Salomon. Genève compte quatre usines d’indiennes, toutes de la famille Vasserot et Fazy (une rue de la ville porte leur nom).
- 1713 : la banque Mallet est fondée par Isaac Mallet (1684-1779), protestant genevois.
- 1715 : Jean Labram fonde une fabrique d'indiennes avec ses frères, au Pré-Royer, près de Dombresson, dans le Val de Ruz, canton de Neuchâtel, avec la caution de Jacques Deluze, originaire de Saintonge.
- 1716 : la Suisse alémanique est touchée grâce à Samuel Ryhiner (1696-1757), fils de la veuve Emmanuel Ryhiner, qui dans les dernières années du XVIIe siècle, gérait à Bâle un commerce de toiles peintes en provenance des Indes. Il érige en 1716 à Bâle, voisine de Mulhouse, une fabrique d'indiennes après un séjour aux Pays-Bas. Il y formera Christophe-Philippe Oberkampf (1738-1815), qui séjourne avec son père à Bâle de 1750 à 1752 puis entre comme graveur à la manufacture de Samuel Koechlin et Dolfuss à Mulhouse en 1756.
- 1717 : la Compagnie des Indes orientales obtint de l'empereur Farrukshyar un firman (exemption de droits et taxes).
- 1717 : la guerre des camisards s'achève. Le Cévenol Jérémie de Pourtalès émigre à Genève.
- 1720 : Jean-Jacques Deluze s'associe à Jean Labram pour déplacer l'entreprise et l'agrandir, Jérémie de Pourtalès s'y associe aussi.
- 1720 : sept usines d’indiennes à Genève[21].
- 1720 : l'indiennage se répand, à Neuchâtel, Bienne[22], Bâle, en Argovie, à Zurich, en Thurgovie et à Glaris, qui devient un centre cotonnier.
- 1725 : l’horlogerie et la banque se lancent, les bénéfices du coton recyclés[23]. La Suisse aura 460 horlogers en 1752 et 3.500 en 1791[24].
- 1726 : Jean-Baptiste Meeûs (1672-1734) créa la seconde industrie de toiles et cotons peints à Bruxelles, elle sera une nouvelle source de sa fortune déjà considérable[25]
- 1728 : l'aîné d'Antoine Fazy, Jean Fazy (1708-1744), fonde la manufacture des Bergues à Saint-Gervais, près de Genève.
- 1730 : on plante du coton en Louisiane mais sans succès.
- 1734 : officier, Antoine de Beaulieu espionne Pondichéry pour la Compagnie française des Indes orientales.
- 1740 : la culture du coton se développe à Saint-Domingue et à la Jamaïque
- 1744 : le Suisse Jean-Rodolphe Wetter implante une manufacture de toiles imprimées près de Marseille à Saint-Marcel dans la vallée de l'Huveaune[26].
- 1746 : première usine d’indiennes à Mulhouse, par quatre jeunes artisans, ancêtre de la firme DMC, qui ouvre plus de 100 comptoirs de vente et installe en 1807 la première machine à imprimer en douze couleurs.
- 1750: La Marquise de Pompadour donne protection à une foule d’artisans, dans l'enclos de l'Arsenal, dont des fabricants d’indiennes.
- 1752 : Claude-Abram Du Pasquier et Jean-Jacques Bovet fondent à Cortaillod, la Fabrique-Neuve de Cortaillod dont les indiennes feront travailler 700 ouvriers à la fin du siècle.
- 1753 : le gouvernement de la République de Mulhouse autorise les indiennes.
- 1753 : Jacques-Louis de Pourtalès fonde à Neuchâtel une banque doublée d’une agence de transports, d’exportations et d’importations avec succursales, comptoirs, entrepôts dans les principales villes d’Europe, dont Nantes.
- 1756 : à Castres, Anne Veaute fonde une Société lainière, reprise par son fils Guibal Veaute, qui domine la région[27].
- 1756: Abraham Frey, un Genevois travaillant pour la marquise de Pompadour, s'installe dans la vallée de Bondeville, près de Rouen mais se heurte aux artisans. Il doit s'associer avec Abraham Pouchet de Bolbec et attendre 1764 pour exercer seul.

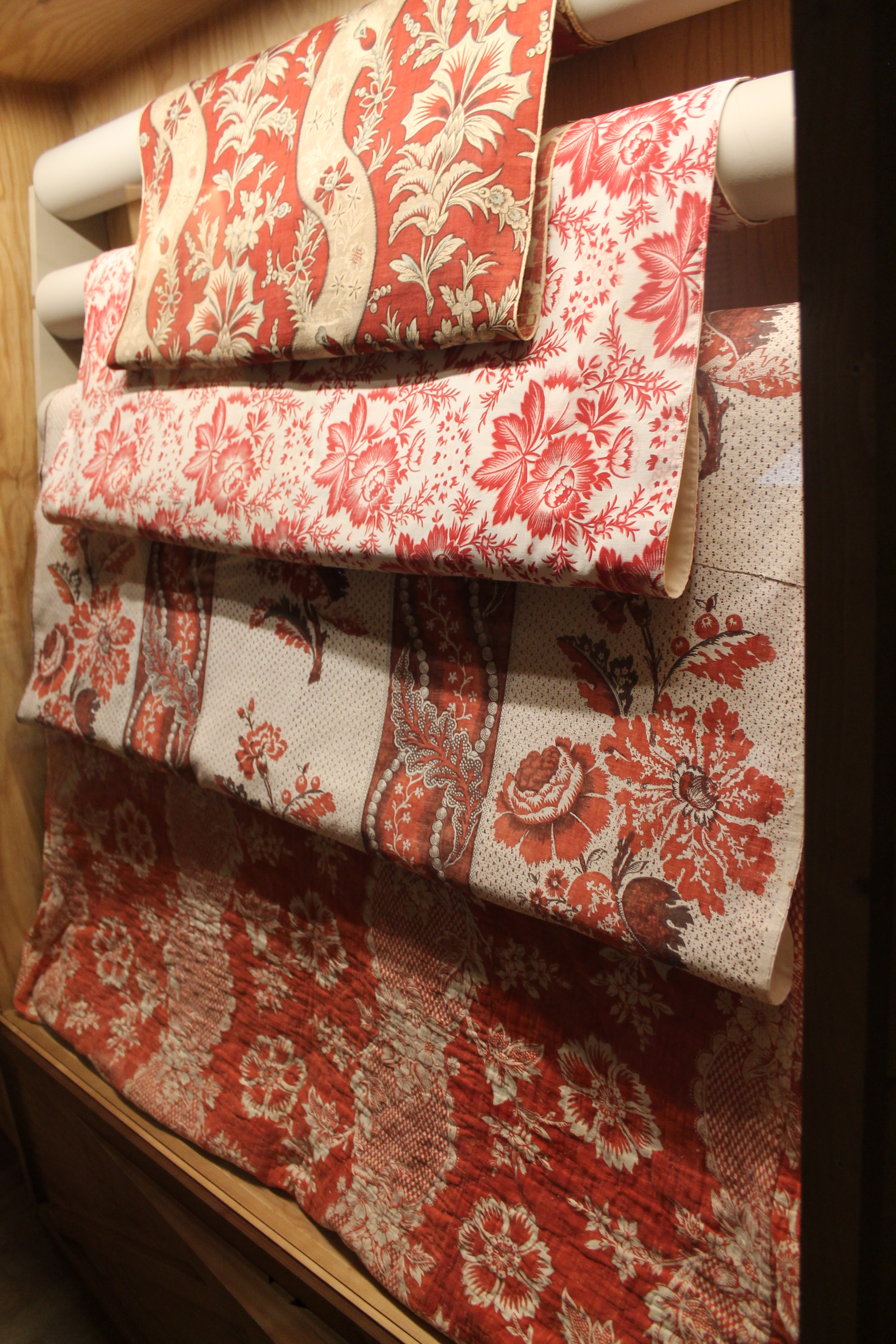
Indiennes de traite, utilisées par les Européens comme pacotille à échanger contre les esclaves sur les côtes africains dans le cadre du commerce triangulaire.

- Indiennes de traite, utilisées par les Européens comme pacotille à échanger contre les esclaves sur les côtes africains dans le cadre du commerce triangulaire.1758 : son cousin Jean-Baptiste Ferey fonde une usine à Nantes, les indiennes de traite iront ainsi aux Antilles.
- 1758 : Jean-Rodolphe Wetter installe à Orange une nouvelle manufacture plus modeste que son ancien établissement marseillais[26]. Jean-Michel Sibillon ouvre une fabrique à Valabre, entre Aix et Gardanne. Il est imité en 1760 par François Astoin dans le centre d'Aix, Gabriel Pastouret à La Pioline et les frères Gignoux à Roquefavour[28].
- 1759 : Genève et Neuchâtel comptent chacun une dizaine de fabriques, employant au moins 2.500 ouvriers.
- 1759 : l’indiennage redevient libre dans le royaume de France. Cinq pôles de production se dessinent : Nantes, Paris, Marseille, Lyon, Rouen. Les manufactures s'élèvent à la hâte, mais manquent d’artisans qualifiés.
- 1760 : Christophe-Philippe Oberkampf, d’une famille teinturiers wurtembergeois et le suisse Antoine de Tavannes s’allient pour s'installer à Jouy-en-Josas la Manufacture Oberkampf.
- 1762 : Abraham Pouchet, aidé du suisse Abraham Frey installe une indiennerie à Bolbec en Normandie, qui devient un centre cotonnier.
- 1766 : Jean Ryhiner, fils du Bâlois Samuel Ryhiner, rédige son Traité sur la fabrication et le commerce des toiles peintes[29].
- 1780 : la fabrique de toile de Jouy compte 900 ouvriers en et 1100 en 1805[30].
- 1768 : Mulhouse compte quinze manufactures d'impression. Haguenau est la capitale de la garance. La population de l’Alsace passe de 257 000 habitants en 1697 à 670 000 en 1789 (+ 170 % en 82 ans)[31].
- 1770 : à Genève, période de fièvre scientifique et financière pour essayer de diversifier l’industrie. La Société des arts organise régulièrement des cours publics sur l’industrie moderne, qui feront plus tard appel à Jean-Daniel Colladon ou à des professeurs invités.
- 1770 : la manufacture impériale de laine de Linz a 750 tisserands et 25 000 fileuses dispersés en Tyrol, en Bohême et en Moravie.
- 1780 : les manufacturiers suisses assurent 80 à 90 % des indiennes produites à Nantes vers l’Afrique[32].
- 1783 : un Écossais, Thomas Bell, dépose le brevet d'une machine à imprimer les étoffes, avec un rouleau de cuivre gravé en creux[33]
- 1785 : la région de Mulhouse compte 29 fabriques qui produisent 346 000 pièces par an soit 64 % de la production totale française.
- 1786 : signature du traité Eden-Rayneval qui ouvre la France aux produits britanniques.
- 1786 : en Alsace, on recense près de 2 000 métiers à tisser[34].
- 1787 : la principauté de Neuchâtel produit 130 000 pièces.
- 1788 : les lobbyistes de Saint-Domingue créé à Paris le Club de l'hôtel Massiac.
- 1788 : Saint-Domingue compte 786 plantations de coton, 3 160 à indigo, 3 117 à café, 793 à sucre, 34 à cacao.
- 1788 : les importations de coton brut s’élèvent à onze millions de livres-poids pour la France et dix-huit millions pour l’Angleterre. Mais la France en réexporte 35 %, dont la moitié à destination de l’Angleterre, qui elle ne réexporte rien (Michel Morineau, professeur à l’université de Paris 12).
- 1788 : Zurich compte 34 000 fileuses, 4 400 métiers à mousseline et 2 100 à indiennes.
- 1788 : krach lainier dans le Languedoc, concurrencé par Leeds et Verviers : la production de drap (tiré de la laine) a chuté de 40 % en 22 ans, pour tomber à 62 000.
- 1790 : l'indiennage helvétique commence à décliner, dans l'absolu et, plus encore, relativement à ses concurrents anglais.
- 1797 : la première machine à imprimer au rouleau utilisée en France est mise au point pour la manufacture Oberkampf[33].
- Début du XIXe siècle : le chiffre d'affaires des indiennes en Europe est évalué à 700 millions de livres. Un quart de la population suisse vit encore du coton[35].
- 1830; En Belgique, Théodore Prévinaire voit ses fabriques d'indiennes brûler à Molenbeek-Saint-Jean, ville dont il était le bourgmestre.  Ceci se passait au début de la révolution belge de 1830.